# رأس شونار
رأس شونار، المعروف أيضًا باسم رأس نون أو رأس وارسيغ، هو رأس على الساحل الأطلسي لإفريقيا في جنوب المغرب، بين طرفاية وسيدي إفني. يعد رأس شونار الحد الشمالي الحقيقي للساحل الصحراوي، على الرغم من أن رأس بوجادور المجاور يُخطأ فيه غالبًا لهذا الوصف.

## التاريخ
يُعتقد أن الملاحين الجينوفيان في القرن الثالث عشر فانديونو وأوغولينو فيفالدي [الإنجليزية] قد أبحروا حتى رأس نون قبل أن يفقدوا في البحر. وسماه الملاحون البرتغاليون في القرن الخامس عشر "كابو دو ناو"، كتب المستكشف الفينيسي ألوفيزي كاداموستو في كتابه "الملاحة" قائلاً: "من يمر به سيعود أو لا". بدءًا من عام 1417، أرسل الأمير هنري الملاح سفنًا استكشافية تمكنت من عبور رأس نون والوصول إلى رأس بوجادور، الذي كان يُعتبر حد العالم الجنوبي، الممتد إلى "البحر المظلم".